# 1791 aux États-Unis
Pour des articles plus généraux, voir Chronologie des États-Unis et 1791.
Chronologie des États-Unis
- 1787
- 1788
- 1789
- 1790
- 1791
- 1792
- 1793
- 1794
- 1795

Cette page concerne des événements d'actualité qui se sont produits durant l'année 1791 du calendrier grégorien aux États-Unis.

## Gouvernement
- Président : George Washington (Sans étiquette)
- Vice-président : John Adams (Pro-Administration Party)
- Secrétaire d'État : Thomas Jefferson
- Chambre des représentants - Président : Frederick Muhlenberg (Pro-Administration Party) puis Jonathan Trumbull, Jr. (Pro-Administration) à partir du 24 octobre

## Événements

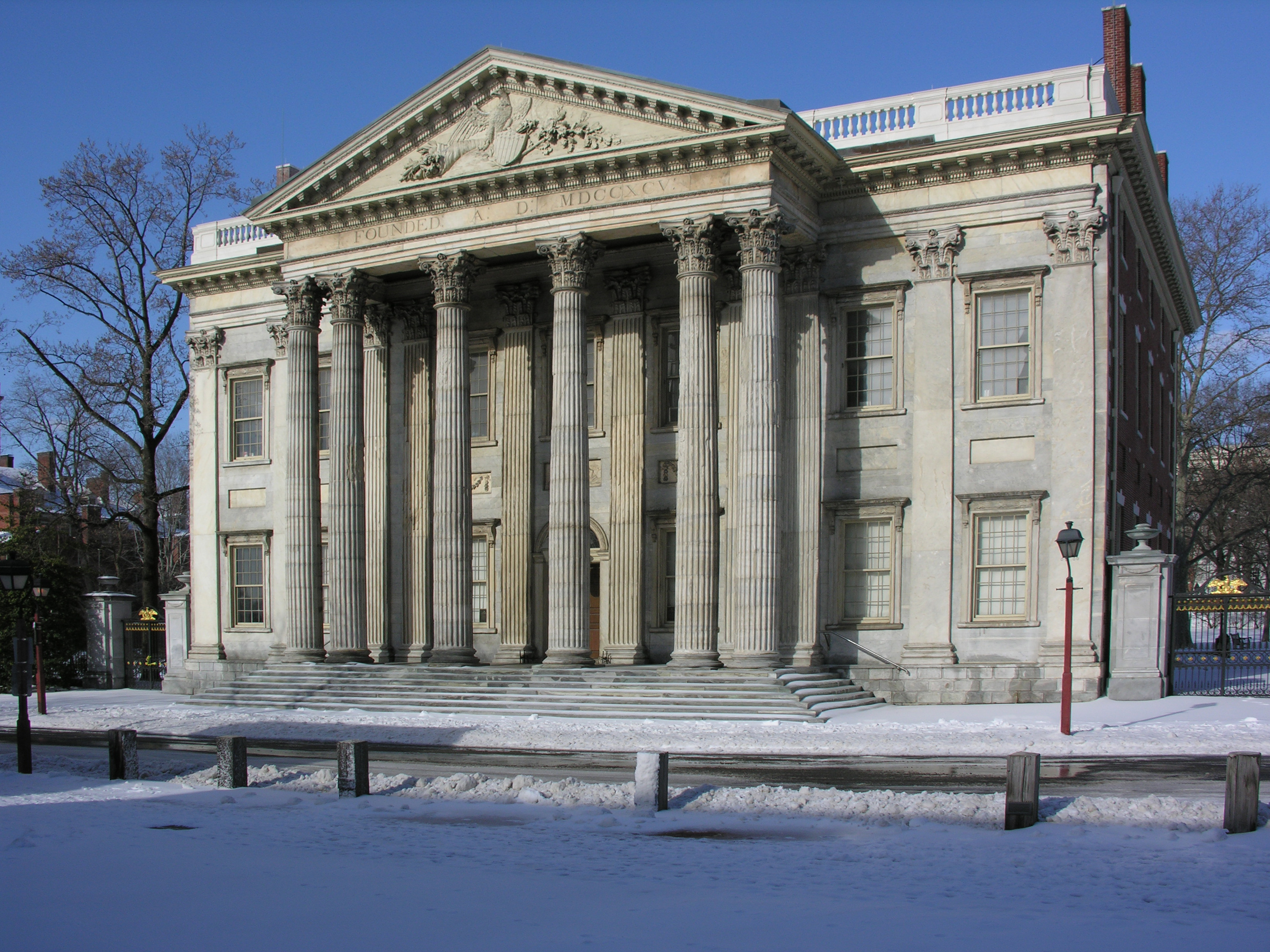
First Bank of the United States

- 25 février : la First Bank of the United States est créée pour répondre aux besoins et demandes financiers du gouvernement central.

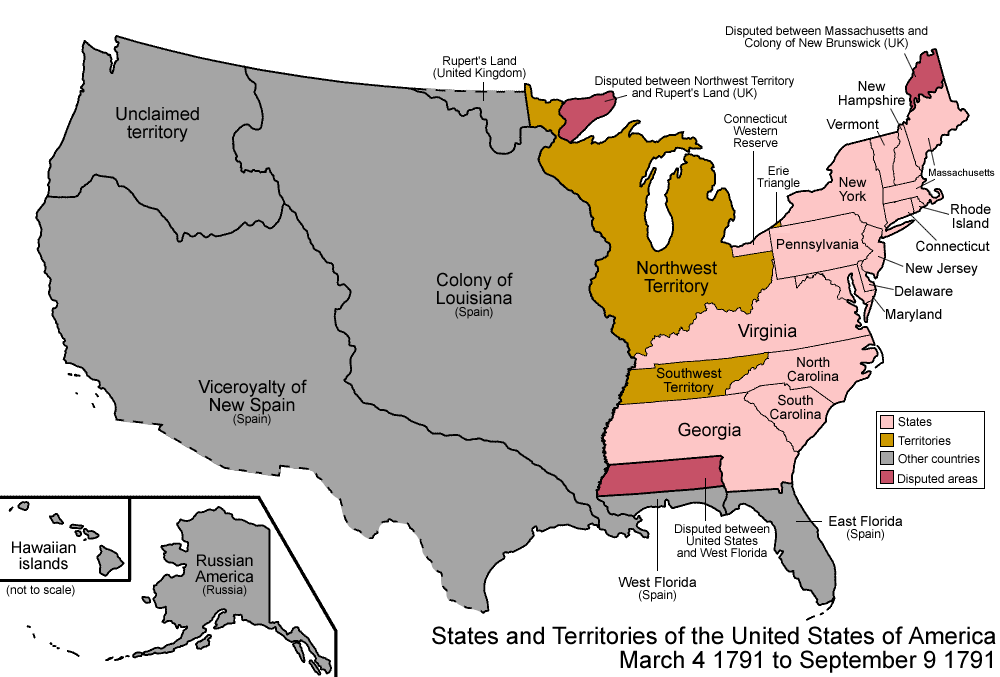
4 mars - 9 septembre 1791

- 4 mars : le Vermont ratifie la Constitution des États-Unis et devient le quatorzième État des États-Unis[1].
- 9 mars : Pierre Charles L'Enfant, choisi par George Washington, arrive à Georgetown et commence à établir les plans de la future capitale.
- 13 mars : Thomas Paine publie la première partie de Rights of Man[2], ouvrage qui prend la défense de la Révolution française contre les attaques d'Edmund Burke contenues dans son livre Réflexions sur la Révolution de France[3].
- 18 mars : fondation de Troy (New York)[4].
- 21 avril : la première pierre qui délimite la future nouvelle capitale est posée.
- 2 juillet : les Cherokees acceptent de se mettre sous la protection exclusive des États-Unis au traité de Holston[5].

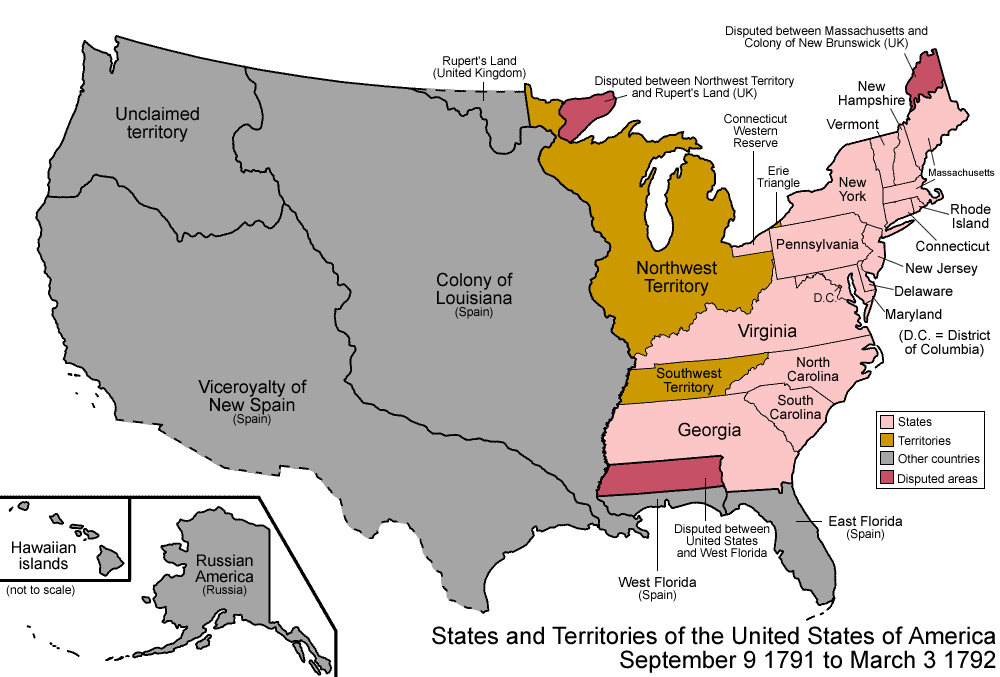
9 septembre 1791 - 3 mars 1792

- 9 septembre : le district fédéral prend le nom de « The Territory of Columbia » et la capitale prend le nom de « The City of Washington ». Le district fédéral, est formé par cession de terres du Maryland et de la Virginie[6] ; la portion cédée par la Virginie lui sera rétrocédée en 1847.
- 25 septembre : Fermín Lasuén fonde la Mission Santa Cruz qui devient la douzième mission espagnole de la Haute-Californie.
- 9 octobre : Fermín Francisco de Lasuén fonde la Mission Nuestra Señora de la Soledad (en) qui devient la treizième mission espagnole de la Haute-Californie.

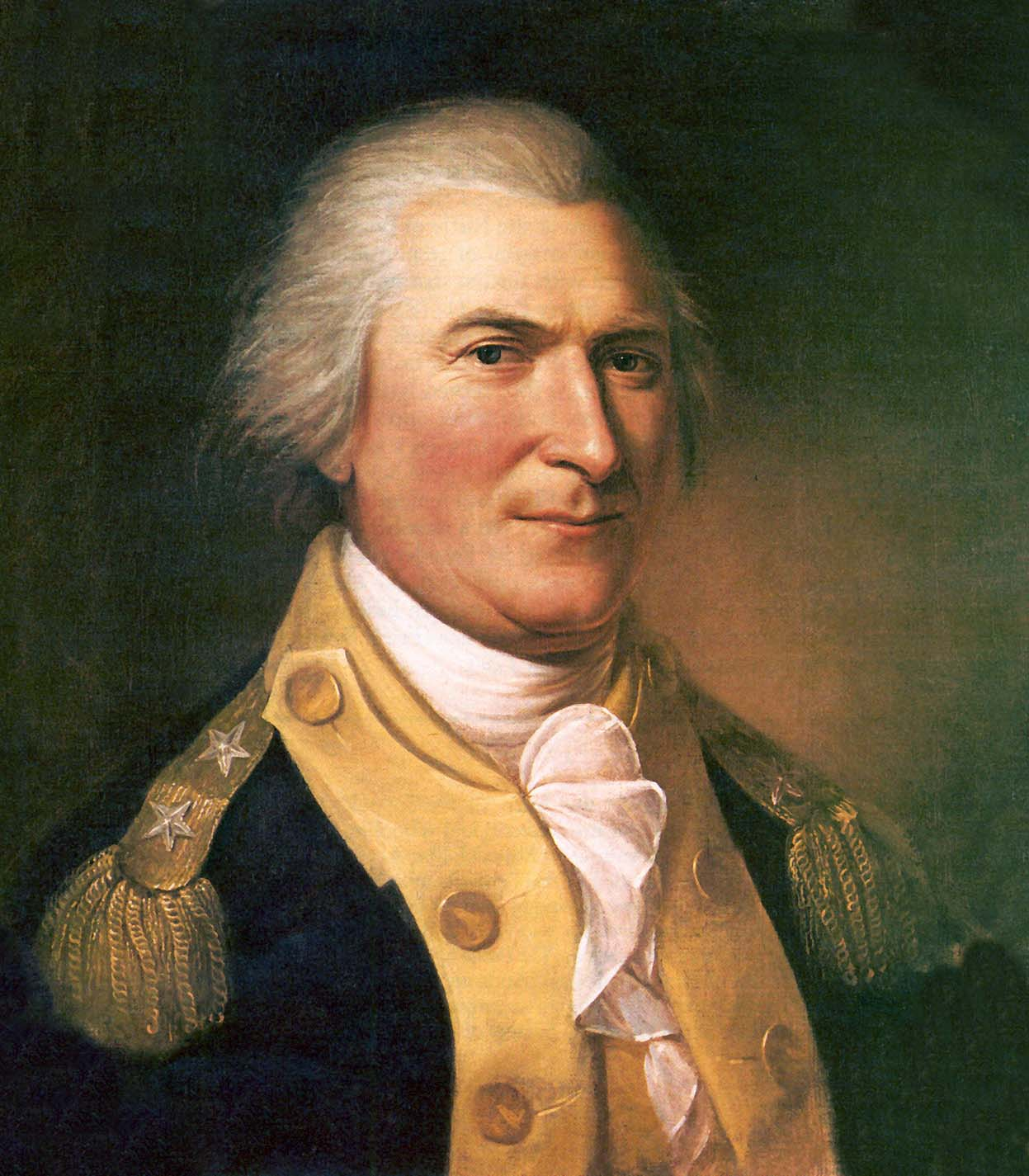
Arthur St. Clair

- 4 novembre : à la bataille de la Wabash (Ohio), les amérindiens qui étaient menés par Little Turtle de la tribu des Miamis, Blue Jacket de la tribu Shawnees, et Buckongahelas de la tribu Lenape battent le général de division Arthur St. Clair. Avec 952 tués, blessés ou capturés contre 21 tués et 40 blessés du côté des amérindiens c'est la pire défaite des États-Unis dans leurs guerres contre les amérindiens.
- 15 décembre : la Déclaration des Droits (United States Bill of Rights)[7], c'est-à-dire les dix premiers amendements à la constitution américaine qui limite les pouvoirs du gouvernement fédéral et donne des droits tels que la liberté de la presse, de parole, de religion, de réunion, de porter des armes est ratifiée par les 3/4 des États fédérés et entre donc en application.

- Le secrétaire d’État Thomas Jefferson affirme que l’on ne doit pas se confronter aux Indiens lorsqu’ils vivent à l’intérieur d’un État et que le gouvernement doit expulser les colons blancs qui tentent de s’infiltrer sur leurs territoires.
- Le premier bateau américain atteint le Japon.
- Première mention écrite du jeu de baseball aux États-Unis dans une ordonnance de la ville de Boston[8],[9],[10].

## Naissances

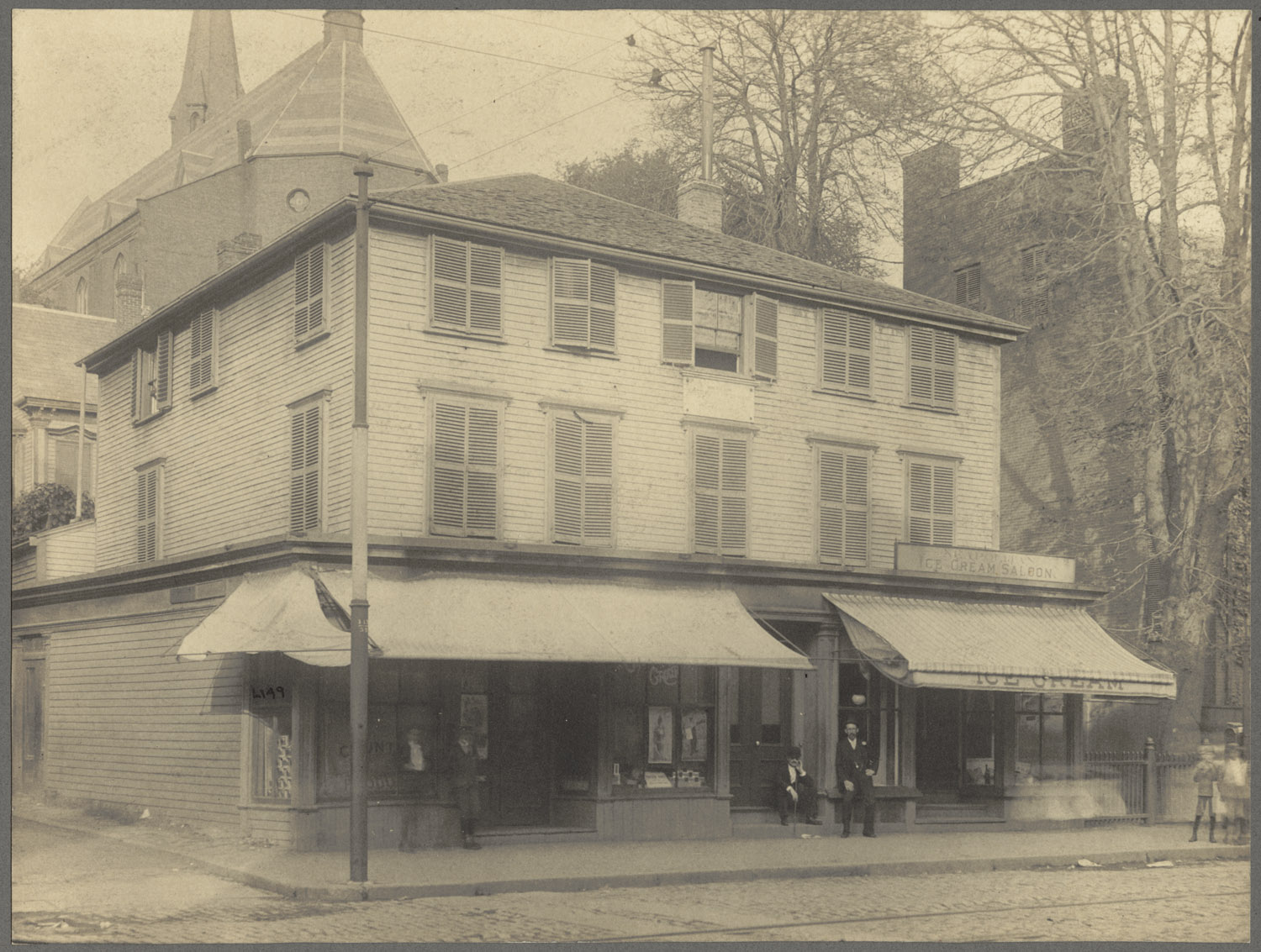
Lieu de naissance de Samuel Morse à Charlestown (Massachusetts), photographie prise vers 1898

- 12 février : Peter Cooper, (né à New York), mort le 4 avril 1883 à New York) était un industriel, inventeur et philanthrope américain, qui fut candidat à la présidence des États-Unis en 1876.
- 23 avril : James Buchanan (né à Cove Gap, Pennsylvanie, mort le 1er juin 1868 à Lancaster (Pennsylvanie)) est le quinzième président des États-Unis. Il est élu pour un mandat de 1857 à 1861.
- 27 avril : Samuel Finley Breese Morse, connu sous le nom de Samuel Morse, sera un peintre américain, développeur d'un télégraphe électrique et de l'alphabet qui porteront son nom. Il est né à Charlestown, Massachusetts, et mourra le 2 avril 1872 à New York.

## Décès
- 9 mai : Francis Hopkinson, né le 21 septembre 1737, est un auteur américain, un des signataires de la déclaration d'indépendance américaine en tant que délégué du New Jersey. Il joua un rôle dans la conception du premier drapeau des États-Unis.

#### Articles généraux
- Histoire des États-Unis de 1776 à 1865
- Évolution territoriale des États-Unis
- Histoire de la Louisiane
- Réfugiés français de Saint-Domingue en Amérique

#### Articles sur l'année 1791 aux États-Unis
- Bataille de la Wabash